# Nihon Šoki
Nihon Šoki (日本書紀, "japonske kronike") ali Nihongi (日本紀, "japonske kronike") je druga najstarejša knjiga klasične japonske zgodovine. Napisana je v klasični kitajščini, kot je za uradne dokumente tistega obdobja značilno. Je bolj obsežna in detajlna kot Kodžiki, zaradi tega pa tudi uporabnejša za zgodovinarje in arheologe. Knjiga je bila dokončana leta 720 pod vodstvom princa Tonerija s pomočjo O no Jasumara, posvečena cesarici Genšo.

## Vsebina
Nihon Šoki se začne z japonskim mitom stvarjenja, ki pojasni poreklo sveta in prvih sedmih generacij božanskih bitij (začenjajoč s Kuninotokotačijem), opiše številne mite, z opisi pa nadaljuje vse do 8. stoletja. Knjiga se osredotoča na lastnosti zaslužnih in napake slabih vladarjev, pa tudi na diplomatske stike z drugimi državami. Verjamejo, da natančno opiše vladavine cesarjev Tendžija, Tenmuja in cesarice Džito, mnogi drugi podatki iz časa nastanka cesarske linije pa niso preverljivi. Strokovnjaki se strinjajo, da so dolžine vladavin mnogih vladarjev pretirane, da se je ustanovitev Japonske umetno nastavila na leto 660 pr. n. št. S tem je postala cesarska družina dovolj starodavna za legitimacijo.
Vsebinsko je Nihon Šoki sinteza starejših dokumentov, predvsem dvornih zapisov dvora Jamato od 6. stoletja naprej in zapiskov ter folklore podrejenih klanov. Pomembni viri informacij so bili tudi dokumenti iz kraljestva Baekje. Starejši podobni deli Ten'noki in Kokki sta zgoreli v incidentu išši. 
Ena izmed zgodb, ki se prvič pojavi v Nihon Šokiju, je zgodba o Urašimu Tarouju, ki vsebuje eno najstarejših omemb motiva potovanja skozi čas.